# Jan Halada
Jan Halada (ur. 26 lipca 1942 w Domažlicach) – czeski historyk, dziennikarz, redaktor i pisarz.

## Życiorys
Studiował na Wydziale Filozoficznym Uniwersytetu Karola w Pradze (kierunek filozofia – historia). Studia ukończył w 1968 roku, w 1972 roku otrzymał tytuł PhDr. Był zatrudniony w redakcji wydawnictwa „Mladá fronta”, gdzie do 1988 pracował jako redaktor, a później jako zastępca redaktora naczelnego w sekcji literatury faktu. Później przeszedł do redakcji wydawnictwa „Lidové nakladatelství”, gdzie pełnił funkcję redaktora naczelnego.
W 1989 r. uzyskał stopień kandydata nauk. Pod koniec 1990 r. zaczął wykładać na Wydziale Nauk Społecznych Uniwersytetu Karola.
W działalności wydawniczej, redakcyjnej i wykładowej skupia się na popularyzacji historii i filozofii. W obszarze teoretycznym oraz we własnym dorobku filozoficznym koncentruje się na problematyce oświecenia. Zajmuje się także zagadnieniami z zakresu socjologii książki, psychosocjologii czytania i komunikacji masowej w dziedzinie kultury książki.